# Санкт-Освальд-бай-Хаслах
Санкт-Освальд-бай-Хаслах (нем. Sankt Oswald bei Haslach) — коммуна (нем. Gemeinde) в Австрии, в федеральной земле Верхняя Австрия. 
Входит в состав округа Рорбах.  Население составляет 534 человека (на 31 декабря 2005 года). Занимает площадь 8 км². Официальный код  —  41333.

## Политическая ситуация
Бургомистр коммуны — Пауль Мате (АНП) по результатам выборов 2003 года.
Совет представителей коммуны (нем. Gemeinderat) состоит из 13 мест.
- АНП занимает 8 мест.
- СДПА занимает 5 мест.